# Schizomyia
Schizomyia är ett släkte av tvåvingar. Schizomyia ingår i familjen gallmyggor.

## Dottertaxa tillSchizomyia, i alfabetisk ordning[1]
- Schizomyia acaciae
- Schizomyia acalyphae
- Schizomyia altifila
- Schizomyia assamensis
- Schizomyia caryaecola
- Schizomyia cheriani
- Schizomyia cissusaeflorae
- Schizomyia clerodendri
- Schizomyia cocculi
- Schizomyia cryptostegiae
- Schizomyia diplodisci
- Schizomyia ericae
- Schizomyia eupatoriflorae
- Schizomyia galiorum
- Schizomyia impatientis
- Schizomyia incerta
- Schizomyia indica
- Schizomyia ipomoeae
- Schizomyia laporteae
- Schizomyia loroco
- Schizomyia macarangae
- Schizomyia macrocapillata
- Schizomyia macrofila
- Schizomyia maeruae
- Schizomyia manihoti
- Schizomyia mimosae
- Schizomyia nodosa
- Schizomyia orientalis
- Schizomyia petiolicola
- Schizomyia psoraleae
- Schizomyia racemicola
- Schizomyia rivinae
- Schizomyia rubi
- Schizomyia samaralukensis
- Schizomyia scheppigi
- Schizomyia sesami
- Schizomyia speciosa
- Schizomyia spherica
- Schizomyia stachytarphetae
- Schizomyia tami
- Schizomyia tuiuiu
- Schizomyia umbellicola
- Schizomyia variicornis
- Schizomyia viburni
- Schizomyia villebrunneae
- Schizomyia viticola
- Schizomyia vitiscoryloides
- Schizomyia vitispomum